# Кёнигслуттерский собор

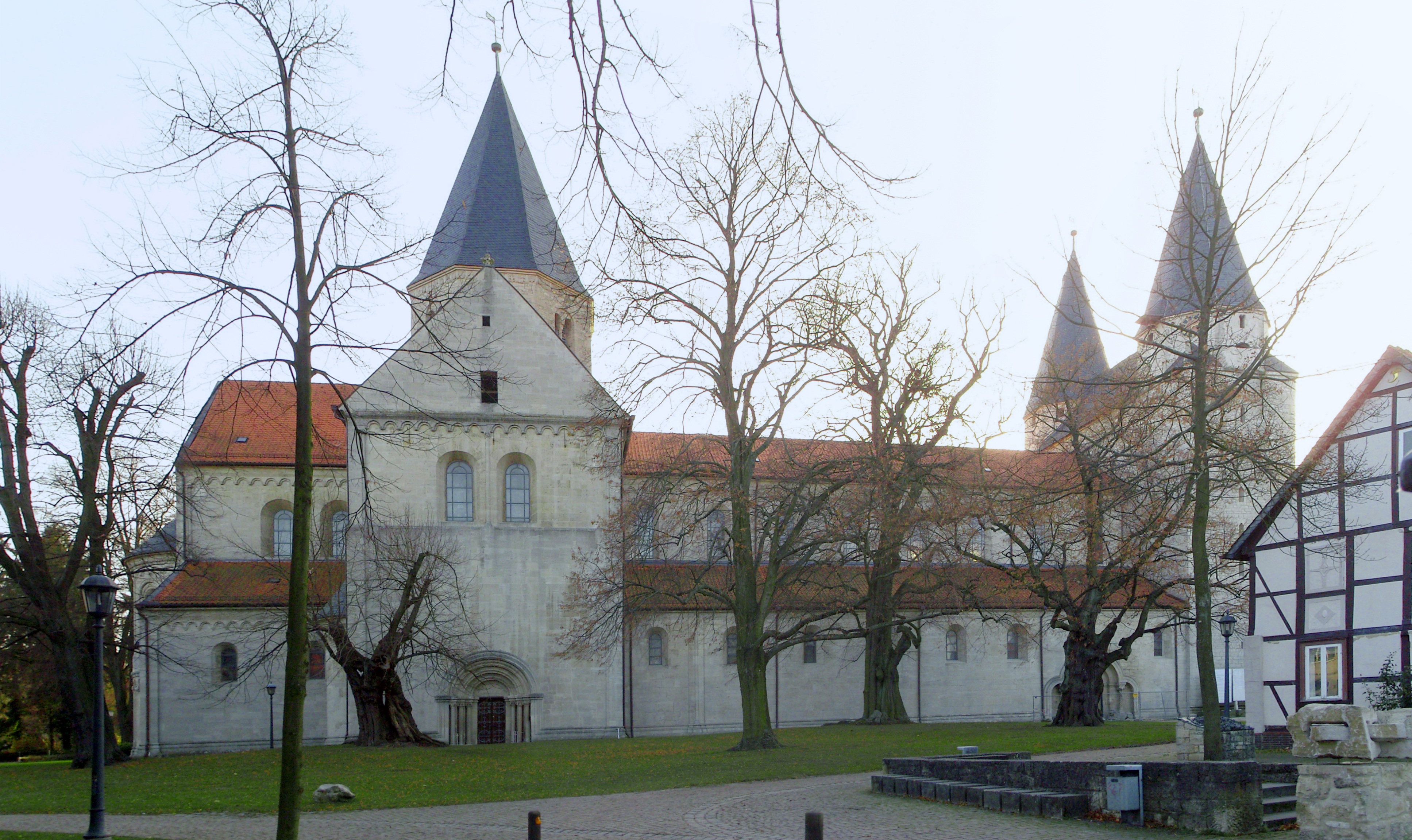
Кёнигслуттерский собор

Кафедральный собор Святых Апостолов Петра и Павла (Кайзердом, нем. Kaiserdom) — имперский собор в Кёнигслуттере-ам-Эльме.
Собор в Кёнигслуттере был заложен в 1135 году императором Лотарем II и позже стал местом его захоронения. Закончен был лишь в 1170 году Генрихом Львом.
Здание представляет собой романскую крестообразную базилику, возведённую на самом высоком месте города. Длина церкви — 75 м, высота — 18 м.
В императорской усыпальнице, помимо самого Лотаря II, находятся тела его жены Рихензы, Генриха Гордого и некоего ребёнка.
В настоящий момент собор относится к Евангелическо-лютеранской церкви.